# Нік Мерфі (режисер)
Нік Мерфі — британський кінорежисер і телережисер. Найбільш відомий завдяки режисуванню фільмів «Екстрасенс» (2011) (також сценарист), «Кров» (2012) й мінісеріалу «Різдвяна пісня» (2019).

## Фільмографія
Нік Мерфі був режисером епізодів телевізійних серіалів « Паддінгтон Грін», «Портал юрського періоду», « Окупація» та документальних драм «Як мистецтво створило світ», « Вижити в катастрофі», "Стародавній Рим: розквіт і падіння імперії " та « Герої та лиходії» . Він також написав епізоди для всіх документальних драм, які він поставив.